# Tubo cardíaco primitivo

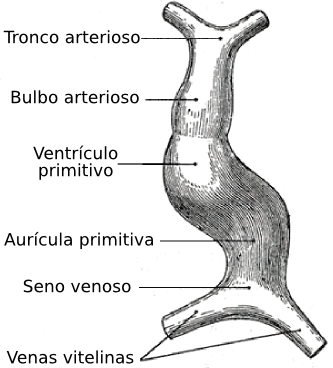
Tubo cardíaco constituido antes de tomar la forma de S durante su crecimiento en la cavidad pericárdica.

El tubo cardíaco primitivo es el nombre que recibe el corazón primitivo formado a partir del día 19 del desarrollo embrionario. Inicialmente son dos tubos paralelos provenientes de una zona cerca a la cabeza embrionaria llamada región cardiogénica. A comienzos de la tercera semana embrionaria se fusionan formando un solo tubo o corazón tubular. El tubo cardíaco crece dentro de la cavidad pericárdica a mayor velocidad que la cavidad que lo contiene. Por tal razón, el tubo cardiaco experimenta un replegamiento complejo aproximadamente en el 25.to día que conlleva a irregularidades en el calibre del tubo que al transcurrir los días de desarrollo embrionario se acentúan.

## Divisiones
Para el día 21, en respuesta a señales provenientes del endodermo, el tubo cardíaco se divide en un número de cámaras primitivas separadas por surcos identificables:
- El seno venoso que reciben las venas vitelinas y las venas umbilicales.
- La aurícula primitiva que formará las aurículas cardíacas.
- El ventrículo primitivo que forma la mayor parte del ventrículo izquierdo.
- El bulbo arterioso que da origen al ventrículo derecho y a las aortas ventrales primitivas.
- El tronco arterioso que forma la mayor porción de la aorta ascendente.

Durante el día 28, la aurícula primitiva se sitúa detrás del ventrículo primitivo y se desdobla en dos cavidades, la aurícula izquierda y derecha por el septum primum. El septum interventricular separa las aurículas y ventrículos primitivos.